# Valentin Afonin
Valentin Ivanovich Afonin (Vladimir, 22 de dezembro de 1939 – Rússia, 4 de abril de 2021) foi um futebolista russo que atuou como defensor.

## Carreira
Afonin jogou no CSKA Moscou, com o qual conquistou o Campeonato Soviético de 1970. Fez parte do elenco da equipe nacional nas Copas do Mundo de 1966 e 1970.

## Morte
O CSKA Moscou divulgou a morte do Afonin em 2 de abril de 2021.